# シギント
シギント（SIGINT、英語: signals intelligence）とは、通信、電磁波、信号等の、主として傍受を利用した諜報・諜報活動のこと。
軍事分野における電子戦支援（ES）も技術的には同様のハードウェアを使用するが、その運用として作戦指揮官の意思決定に直ちに反映する目的で行われているという点で異なる。
「傍受」とは、送信側に、それを受信する正規の対象として想定されていないような者による電波等の受信のことである。有線である電信や電話の電線から非正規な手法で分岐（タップ）させるような「盗聴」と、無線通信の（パブリックな場所であれば）自由に受信できるものという違いにもとづく表現の使い分けがある。
通信ではなく放送（スクランブルなどの掛けられていないもの）などのような公然の公開情報の利用は、オシントとして別分野とされる。

## シギントの分類
通信情報 (COMINT, Communication intelligence)
- 傍受、盗聴、暗号解読
- 無線通信の類は、暗号の解読だけでなく量や頻度といった解析（通信解析）も大きな手がかりになるが[2]、そういったものはOSINTの手法となる。

電子情報 (ELINT, Electronic intelligence)
- 非通信用（レーダー等）の電磁放射からの情報収集 (RADINT)

外国信号計測情報 (FISINT, Foreign instrumentation signals intelligence)
- テレメトリー、ビーコン信号等からの情報収集

音響情報 (ACINT, Acoustic intelligence)
- SOSUSなどからの水中音響情報などによる潜水艦、艦船および水中武器の音響情報収集

## シギントを行う各国の機関
- 連邦保安庁、連邦軍参謀本部情報総局（ロシア）
- 中国人民解放軍総参謀部第三部（中国）
- 国防部参謀本部電訊発展室(台湾)
- 国家情報院、777司令部 (韓国)
- ファイブ・アイズ
  - 国家安全保障局（アメリカ合衆国）
  - 政府通信本部（イギリス）
  - 政府通信保安局（ニュージーランド）
  - 豪州通信電子局 (オーストラリア)
  - 通信保安局(カナダ)
- 警察庁警備局、防衛省情報本部
- DGSE、軍事偵察局（フランス）
- 連邦情報局第二課（ドイツ）
- Joint Sigint Cyber Unit (オランダ]])
- 連邦情報局(スイス)
- 国防電波局（スウェーデン）
- ノルウェー情報部(ノルウェー)
- デンマーク国防情報部 (FE) (デンマーク)
- 8200部隊 (イスラエル)